# Kaká (football, 1981)
Claudiano Bezerra da Silva
Claudiano Bezerra da Silva, plus connu sous le nom de Kaká, né le 16 mai 1981 à São José do Belmonte, Pernambouc, est un footballeur brésilien évoluant au poste de défenseur.

## Palmarès
Sporting Braga
- Finaliste de la Ligue Europa en 2011.

 APOEL Nicosie
- Champion de Chypre en 2010, 2014 et 2015.